# Kapitelshaus (Hermannstadt)

Vorderansicht des Kapitelshauses in Sibiu (Hermannstadt)

Rückseite des Gebäudes als Teil der inneren Befestigungsmauer der Stadt

Das im 14. Jahrhundert errichtete Kapitelshaus ist eines der ältesten Gebäude in Sibiu-Hermannstadt in Siebenbürgen. Es befindet sich in unmittelbarer Nähe der Evangelischen Stadtpfarrkirche und ist an seiner westlichen Außenmauer Teil der inneren und ersten Befestigungsmauer der Stadt.

## Geschichte
Das Kapitelshaus ist seit jeher ein Gebäude der Hermannstädter Kirchenverwaltung. Es steht in engstem Zusammenhang mit der ersten urkundlichen Erwähnung Hermannstadts, als Papst Coelestin III. im Jahre 1191 die Gründung der Hermannstädter Propstei bestätigte. An jener Stelle war später der Sitz des ursprünglich katholischen, dann evangelisch-lutherischen Kapitels. Das heutige Gebäude stammt aus dem 14. Jahrhundert. Nachhaltige bauliche Eingriffe fanden im 15., 16. und 18. Jahrhundert statt.
Als in den Jahren unmittelbar nach dem Zweiten Weltkrieg das Bischofspalais am Großen Ring (Piața Mare) behördlich konfisziert wurde, beherbergte das Kapitelshaus vorübergehend auch Teile des evangelischen Landeskonsistoriums und Bischofssitzes, bis das Bischofspalais ab den Jahren 1955 bzw. 1956 wieder der evangelischen Kirche zur Verfügung stand.

## Gegenwart
Heute ist das Gebäude Teil der Liste des nationalen Kulturerbe Rumäniens. Derzeit befinden sich im Kapitelshaus unter anderem das Hermannstädter Bezirkskonsistorium der Evangelischen Kirche A. B. sowie ein Wiener Kaffeehaus im Erdgeschoss.